# Haus Bodelschwingh

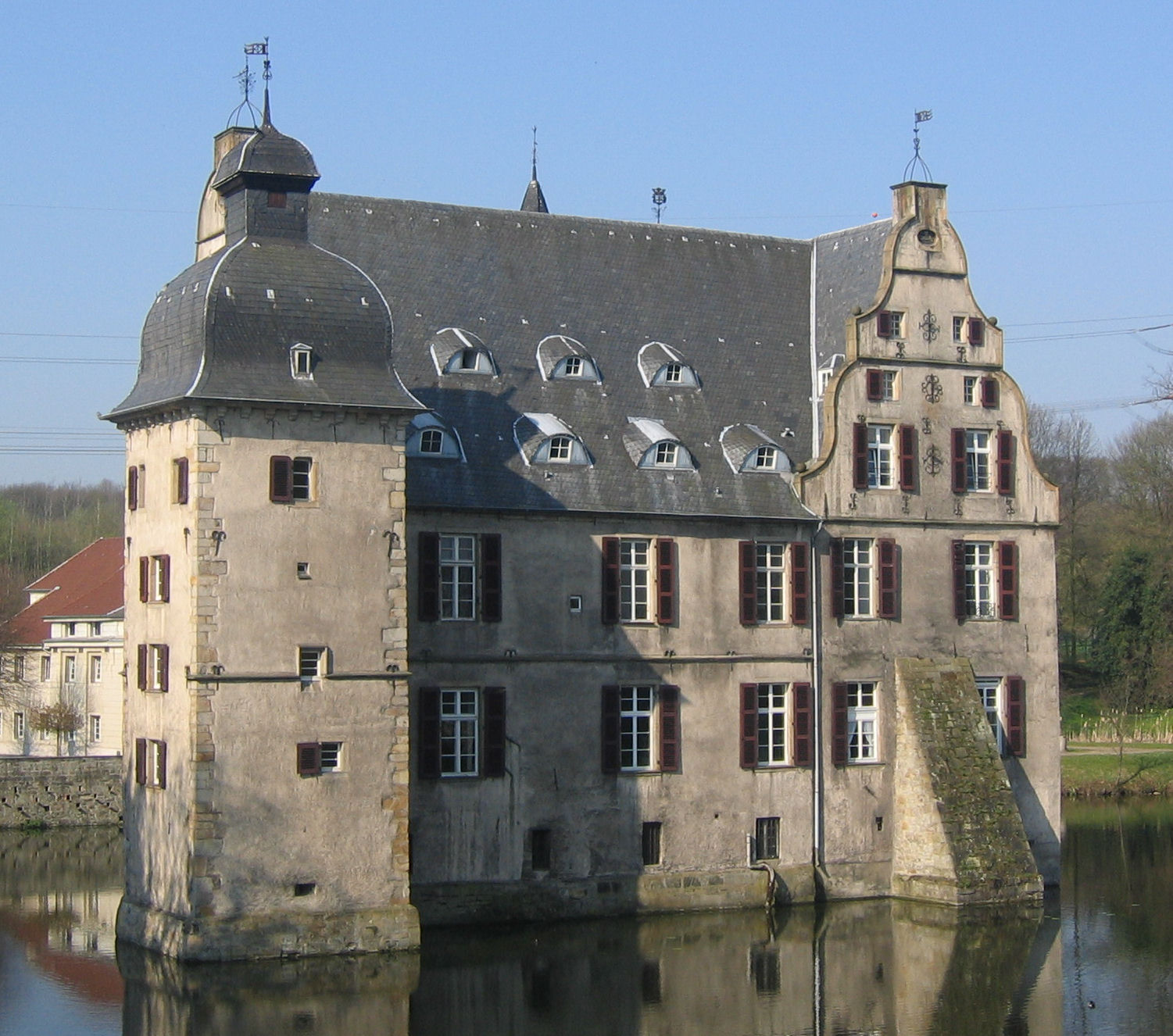
Vodní zámek Haus Bodelschwingh

Haus Bodelschwingh je vodní zámek na okraji německého města Dortmund. Byl postaven ve 13. století rodinou von Bodelschwinghů a dodnes je v jejím vlastnictví. Zámek je vedle vodních zámků Haus Dellwig a Haus Rodenberg největším a nejvýznamnějším vodní zámkem v Dortmundu. Zámek dnes slouží jako sídlo rodiny zu Innhausen und Knyphausen. Je zapsán jako stavební památka v seznamu památek města Dortmund.
Celková konstrukce zámku spočívá na kůlech z dubového dřeva. V blízkosti zámku vznikla osada Burgfreiheit Bodelschwingh, která si zachovala svou nezávislost do roku 1928. Část široce rozvětvené rodiny von Bodelschwingh pobývala později ve Velmede v Bergkamenu a na statku Haus Heyde při Unně, který byl v 19. století hlavním sídlem rodiny.